# Élections législatives de 1956 dans le territoire sous tutelle du Togo
Les élections législatives de 1956 dans le Territoire sous tutelle du Togo sont des élections françaises qui ont eu lieu le 2 janvier 1956  dans le Territoire sous tutelle du Togo dans le cadre des élections législatives françaises de 1956, sous la IVe République.
Ce sont les dernières élections législatives de la Quatrième république, après les élections de novembre 1946 et de juin 1951.

## Mode de scrutin
Le Territoire n'élisant qu'un seul député, le mode de scrutin est uninominal majoritaire à un tour : le candidat arrivé en tête est élu.

## Élus
| Député sortant    | Parti | Parti     | Député élu ou réélu | Parti | Parti     |
| ----------------- | ----- | --------- | ------------------- | ----- | --------- |
| Nicolas Grunitzky |       | PTP (IOM) | Nicolas Grunitzky   |       | PTP (IOM) |

## Résultats

### Résultats à l'échelle du territoire
|          | PTP (IOM) | Nicolas Grunitzky * | 184 240 | 99,19  |  |  |
|          |           |                     |         |        |  |  |
| Inscrits | Inscrits  | Inscrits            | 213 351 | 100,00 |  |  |
| Votants  | Votants   | Votants             | 185 749 | 87,06  |  |  |
| Exprimés | Exprimés  | Exprimés            | 184 240 | 99,19  |  |  |

* Député sortant